# Denis Berger
Denis Berger (* 14. April 1983 in Wien) ist ein ehemaliger österreichischer Fußballspieler, der insbesondere auf den Flügelpositionen im Mittelfeld eingesetzt wird. Noch als 14-Jähriger wechselte Berger 1997 nach Deutschland, wo er von einer einjährigen Station beim österreichischen Erstligisten SV Ried abgesehen auch seine weitere Laufbahn verbrachte. Dabei spielte er für verschiedene Vereine in der drittklassigen Regionalliga sowie später in der 3. Liga, kam für den VfL Bochum aber auch zu 16 Einsätzen in der 2. Bundesliga.

## Karriere

### Jugend in Wien und Stuttgart
Berger begann seine fußballerische Laufbahn bereits 1986 beim Prater SV aus Wien, der als Kooperationspartner des FK Austria Wien galt und in den 1990er Jahren auch in diesen eingegliedert werden sollte. Berger wechselte aber schon 1988 noch als Fünfjähriger in die Jugendabteilungen der Austria, denen er nachfolgend für insgesamt neun Jahre angehörte.
1997 verließ Berger Österreich, um sich dem deutschen VfB Stuttgart anzuschließen, für den er zunächst ein Jahr in der C-Jugend spielte. 1998/99 gehörte Berger dann zur B-Jugend des VfB, mit der er sich für die Endrunde um die Deutsche U-17-Meisterschaft qualifizieren und in dieser bis ins Finale vordringen konnte. Dabei kam es zur Neuauflage des Endspiels aus dem Vorjahr, das Stuttgart gegen Borussia Dortmund erst im Elfmeterschießen verloren hatte, doch konnte der VfB diesmal den Titel durch einen 3:1-Sieg gewinnen. In der Folgesaison 1999/2000 konnte Berger diesen Erfolg mit dem VfB aber nicht mehr wiederholen und schied bereits im Halbfinale der Jugendmeisterschaft aus.
Zur Saison 2000/01 rückte Berger in die A-Jugend des VfB Stuttgart auf. Zwar verfehlte die Mannschaft in dieser Spielzeit die Qualifikation zur Endrunde um die Deutsche U-19-Meisterschaft, doch im Junioren-Vereinspokals erreichte das Team das Finale 2000/01, das Stuttgart durch einen 5:1-Sieg über den FK Pirmasens für sich entschied. In der Folgesaison 2001/02 gelang es der A-Jugend des VfB, sowohl in der U-19-Meisterschaft als auch im Vereinspokal bis ins Finale vorzudringen. Im Pokalfinale 2001/02 unterlag Berger mit dem VfB dem FC Schalke 04 im Elfmeterschießen, und auch das Meisterschaftsfinale gegen den FC Bayern München ging durch ein 4:0 verloren.
Für die Jugend-Auswahlmannschaften des Österreichischen Fußball-Bundes spielte Berger insgesamt in über 50 Partien.

### Anfänge in Stuttgart
Noch als A-Jugendlicher war Berger in der Schlussphase der Spielzeit 2001/02 zu zwei Einsätzen in Stuttgarts zweiter Männermannschaft gekommen, die unter Trainer Peter Starzmann gegen den drohenden Abstieg aus der drittklassigen Regionalliga spielte. Letztlich gelang es der Mannschaft nicht, die Klasse zu halten, sodass Berger, der im Sommer 2002 aus der Jugend in die Reservemannschaft übernommen wurde, die Spielzeit 2002/03 lediglich in der viertklassigen Oberliga Baden-Württemberg erlebte. Mit neun Toren in 30 Einsätzen konnte Berger aber als Stammspieler zum direkten Wiederaufstieg der Mannschaft beitragen, sodass er nicht nur für die U-21-Auswahl Österreichs in der Qualifikation zur EM 2004 gespielt, sondern auch die Aufmerksamkeit des Trainers der Stuttgarter Bundesligamannschaft, Felix Magath, auf sich gezogen hatte.
Zur Bundesliga-Saison 2003/04 gehörte Berger zum Profikader des VfB, kam aber verletzungsbedingt ausschließlich für die Reserve zum Einsatz und fand sich nachfolgend im Kader der Reserve wieder. So kam Berger in den Regionalliga-Spielzeiten 2003/04 und 2004/05 unter den Trainern Reinhold Fanz beziehungsweise Rainer Adrion jeweils zu 29 und in der Saison 2005/06 nochmals zu 26 weiteren Einsätzen für Stuttgarts „Zweite“. Im Sommer 2006 endete sein Engagement in Stuttgart schließlich nach 116 Liga-Einsätzen, in denen er 20 Tore erzielt hatte.

### Regionalliga mit Siegen und Kassel
Berger wechselte im Sommer 2006 innerhalb der Regionalliga zu den Sportfreunden Siegen, mit denen er zunächst einen Zwei-Jahres-Vertrag aushandelte. Unter Trainer Ralf Loose gelang es Berger in der Hinrunde der Spielzeit 2006/07 nicht, sich in Siegens Regionalligateam durchzusetzen, sodass er lediglich drei Einsätze in der Startaufstellung und sieben Einsätze als Einwechselspieler bestritt.
Daher wechselte Berger bereits im Winter erneut den Verein und schloss sich dem Regionalligisten KSV Hessen Kassel an, bei dem er zunächst einen Vertrag bis zum Saisonende erhielt, der bald darauf um ein Jahr verlängert wurde. Dabei lief Berger in der Rückrunde unter Trainer Matthias Hamann in 13 Spielen für Kassel auf und trug dabei mit zwei Toren zum Klassenerhalt des Aufsteigers bei. 2007/08 spielte Berger in 27 weiteren Partien für Kassel, wobei er erneut zwei Tore erzielte, doch verfehlte der Verein als 14. der Abschlusstabelle die Qualifikation zur im Sommer 2008 neu gegründeten 3. Liga, woraufhin Berger den Verein verließ.

### Über Österreich in die 3. Liga
Im SV Josko Ried fand Berger einen neuen Arbeitgeber, bei dem er einen bis 2010 befristeten Vertrag unterzeichnete, sodass er in der Saison 2008/09 erstmals in der österreichischen Bundesliga aktiv wurde. Unter Trainer Paul Gludovatz kam Berger dabei zu 20 Einsätzen und belegte mit der Mannschaft schließlich den fünften Platz der Abschlusstabelle. Zum Saisonende bat Berger um die Auflösung seines Vertrags, der der Verein zustimmte.
Berger wechselte zurück nach Deutschland, wo er beim bayerischen Drittligisten SSV Jahn Regensburg einen Zweijahresvertrag unterzeichnete. In der Saison 2009/10 lief Berger unter Trainer Markus Weinzierl in 35 der 38 Drittligapartien auf, womit er Anteil am Klassenerhalt des SSV als Tabellensechzehnter hatte.
Bereits nach dieser Saison wechselte Berger erneut den Verein und schloss sich dem direkten Drittliga-Konkurrenten Kickers Offenbach an, bei dem er abermals einen Zweijahresvertrag erhielt. Doch auch in Offenbach blieb Berger nur ein Jahr: Nachdem er im anfangs von Wolfgang Wolf, später dann von Arie van Lent trainierten Team zunächst mit sieben Torvorlagen und zwei selbst erzielten Toren in zwölf Einsätzen zum Leistungsträger avancierte, konnte er infolge eines Knöchelbruchs nicht mehr an diese Leistungen anknüpfen. So kam Berger in der Rückrunde lediglich zu zehn torlosen Einsätzen und verließ den Verein zum Saisonende.

### Stationen in Bochum und Rostock
Der Zweitligist VfL Bochum nahm Berger daraufhin zunächst für zwei Jahre unter Vertrag. Während der Zweitligaspielzeit 2011/12 kam Berger im anfangs von Friedhelm Funkel, dann von Andreas Bergmann trainierten Team aber nicht über eine Reservistenrolle hinaus, sodass er nur viermal in der Startaufstellung stand und weitere zwölf Einsätze als Einwechselspieler bestritt.
Damit endete erneut ein Vertrag Bergers bereits nach einem Jahr: Zur Saison 2012/13 unterschrieb er einen für zwei Jahre gültigen Kontrakt beim Drittligisten F.C. Hansa Rostock. Für diesen, Berger war der dritte Österreicher der je für den FC Hansa Rostock die Schuhe schnürte, absolvierte er 14 Einsätze während der Hinrunde, hatte sich insbesondere nach der Übertragung des Traineramtes von Wolfgang Wolf auf Marc Fascher aber erneut nicht als Stammspieler etablieren können. In der Rückrunde spielte Berger daraufhin ausschließlich für Hansas Reservemannschaft in der fünftklassigen Oberliga Nordost, für die er insgesamt elf Einsätze bestritt. Zum Saisonende löste Berger seinen Vertrag beim F.C. Hansa daraufhin vorzeitig auf. Anschließend lief Berger noch für die SG Sonnenhof Großaspach auf und spielte danach für den Verbandsligisten Calcio Leinfelden-Echterdingen, bei dem er im November 2016 überraschend sein Karriereende ankündigte. In der Winterpause 2016/17 schloss er sich dann dem Bezirksligisten Nafi Stuttgart und kam bis zum Saisonende auf zwölf Treffer bei 13 Ligaeinsätzen. In der darauffolgenden Spielzeit nahm seine Torgefährlichkeit stark ab; bei zwölf Meisterschaftsspielen kam er auf lediglich einen Treffer und gehörte den Großteil des Frühjahrs 2018 gar nicht mehr zum Kader. Im Sommer 2018 erfolgte ein Wechsel zum ASV Botnang in die Kreisliga und brachte es bis zur Winterpause auf 13 Meisterschaftseinsätze und vier -tore, ehe er den Verein wieder verließ. Nachdem er knapp zwei Jahre an keinem offiziellen Fußballspiel mehr teilgenommen hatte, absolvierte er im September/Oktober 2020 vier Ligaspiele für Türkspor Stuttgart in der Bezirksliga Stuttgart. Für den Klub kam er auch in der darauffolgenden Spielzeit 2021/22 zu einem Einsatz in der Liga; danach verläuft sich seine Spur wieder.